# Kowno (rejon miejski)
Rejon miejski Kowno (lit. Kauno miesto savivaldybė) – rejon miejski w centralnej Litwie. Jego granice pokrywają się z granicami miasta Kowno.